# Euthycera cribrata
Euthycera cribrata är en tvåvingeart som först beskrevs av Camillo Rondani 1868.  Euthycera cribrata ingår i släktet Euthycera och familjen kärrflugor. Inga underarter finns listade i Catalogue of Life.